# Franco Margola
Franco Margola   (Orzinuovi, 30 d'octubre de 1908 - Nave, 9 de març de 1992) va ser un dels compositors més importants de l'escena musical italiana del segle xx. «Va ser un professor incansable, professor, home de gran cultura, interessat en literatura, filosofia i història religiosa. El seu estil es basa en la tradició clàssica, però estava bastant obert a les noves tècniques que envoltaven el món musical».
És fill de Caterina Guerrini i de Alfredo Margola, un fiscal. Va començar els seus estudis musicals al conservatori de Brescia. Després se'n va anar al Conservatori de Parma amb Guido Guerrini, Marco Longo i Alfredo Casella i s'hi va titular en violí i composició, activitat a la qual s'havia dedicat des de molt jove. Obert a totes les experiències del llenguatge contemporani, va mantenir ensems una solida vinculació amb la tradició.
La seva producció de música instrumental és abundant, que abraça composicions com:
- Per a orquestra (Il campiello delle streghe) (1931);
- Per a orquestra (Notturno e fuga) (1940);
- Per a orquestra Passacaglia (1962);
- Dues simfonies, 1950 i 1961, per a corda (Trittico, 1937);
- Snfonia delle isole, 1946;
- Variazioni sopra un tema giocoso, 1965);
- Concerto per a piano 1943;
- Concerto per a violoncel·lo, 1955;
- Piccolo concerto para oboè, 1962.

És particularment interessant la seva producció de música de cambra, que comprèn vuit quartets (1936/50), sonates per a piano, una Sonatina a 6 instruments de vent (1961) i Tres Epigrames Grecs per a violí, trompa i piano (1959). També va desenvolupar una intensa activitat didàctica als conservatoris de Càller, Bolonya, Messina, Roma i Parma. El 1954 publica una Guida pratica per lo estudio della composizione, que ha tingut una amplia difusió.